# Yasuo Yamada
Yasuo Yamada (Tokyo, 10 settembre 1932 – Tokyo, 19 marzo 1995) è stato un doppiatore e attore giapponese.
Il suo ruolo più famoso è stato Lupin III, che ha doppiato fin dalla prima serie, dal 1971 fino alla morte. È stato anche la voce ufficiale giapponese di Clint Eastwood e Jean-Paul Belmondo.

## Biografia
Proviene da una famiglia di funzionari: suo padre lavorava per la Banca del Giappone, ma mori quando lui aveva tre anni. Dopo di che, fu cresciuto dalla madre. Durante gli anni della scuola elementare, fu evacuato nella
Prefettura di Shizuoka come parte di un'evacuazione di civili a causa della seconda guerra mondiale.
Nel 1945 entrò nella prestigiosa Tokyo Metropolitan Hibiya High School, dove rimase fino al diploma. Durante la scuola, si appassionò al baseball, ma amava anche i film e spesso saltava le lezioni per andare al cinema. Un giorno, fu attratto dall'interpretazione comica di Danny Kaye nel film Sogni proibiti e aspirò a diventare un attore comico.
Si iscrisse all'Università imperiale di Tokyo, ma non riuscì a diventare un regolare giocatore di baseball. Tuttavia, i suoi voti al momento della laurea erano abbastanza buoni.
Dopo essersi iscritto alla Facoltà di Letteratura dell'Università di Waseda, si unì a una compagnia teatrale.
Nel 1953 superò l'esame di ammissione per la Mingei Theatre Company, che all'epoca fu considerata la compagnia teatrale più difficile del Giappone, e abbandonò l'università per unirsi alla compagnia come studente ricercatore. Tuttavia, incapace di mettere in scena la commedia che voleva fare e incapace di sopportare il rigoroso addestramento di base quotidiano, lasciò la compagnia dopo un anno e divenne un freelance.
Nel 1958, fu invitato da Kazuo Kumakura, con cui aveva lavorato, a unirsi al Theater Echo, una compagnia teatrale focalizzata sulla commedia, e fece la sua prima apparizione teatrale. Nello stesso anno accettò di doppiare Gary Merrill in un episodio della serie televisiva Alfred Hitchcock presenta. Tuttavia, Yamada si dimostrò troppo sicuro di sé durante la registrazione e, di conseguenza, commise cinque o sei errori durante le prove e alla fine fu costretto ad abbandonare il ruolo. Yamada si sentì frustrato in quel momento, ma allo stesso tempo rifletté sul fatto di essere stato molto ingenuo nel suo modo di pensare.
Nel 1959 fece ufficialmente il suo debutto come doppiatore presentandosi a un'audizione per doppiare Clint Eastwood nella serie televisiva Gli uomini della prateria, che fu un successo e Yamada divenne famoso tra il pubblico. In seguito, si dedicò contemporaneamente al doppiaggio e al teatro. Oltre a Clint Eastwood, ha realizzato anche molti doppiaggi di Jean-Paul Belmondo.
Yamada si sposò nel 1965 e ha avuto un figlio e una figlia. Tuttavia, a causa del forte desiderio di Yamada di non rivelare la sua vita privata, la famiglia non apparve mai sui media. Il figlio maggiore è diventato uno scrittore di rakugo e altre forme di intrattenimento.
Nel 1971 entrò nel mondo dell'animazione giapponese, quando venne scelto per il ruolo di Arsenio Lupin III, che interpretò per circa 23 anni e mezzo fino alla morte, rendendolo il suo ruolo più rappresentativo. Yamada nutriva un forte attaccamento per Lupin, affermando che era simile a lui "nel modo di vivere e di pensare". Dal 1978 si allontanò dal teatro a causa dei suoi impegni. 
A partire dagli anni '80, il suo lavoro come personaggio televisivo e narratore aumentò e, a parte la narrazione, la maggior parte del suo lavoro di doppiaggio consisteva nel riprendere i suoi ruoli o facendo apparizioni singole. Sebbene avesse espresso più volte il desiderio di tornare a teatro senza riuscirci, ha fatto la sua ultima apparizione teatrale in I ragazzi irresistibili nel 1984. Alla fine del decennio, Yamada iniziò a interagire con Kan'ichi Kurita (suo successore nel ruolo di Lupin).
Nel 1993 venne ricoverato brevemente in ospedale a causa di un'ipokaliemia che gli rendeva difficile camminare. Da quel momento in poi, fu ripetutamente ricoverato e dimesso dall'ospedale e cominciò sempre più spesso a registrare seduto su una sedia. Il 17 febbraio 1995, collassò in casa per un'emorragia cerebrale e fu trasferito d'urgenza in ospedale. La sua famiglia si prese cura di lui ogni giorno. Dopo il ritorno a casa la sera del 18 marzo, le sue condizioni peggiorarono improvvisamente e morì alle 6:35 del mattino del 19 marzo. Alla fine del film Lupin III - Le profezie di Nostradamus (il primo senza la sua voce), vi è un tributo:
Dopo la sua morte, Kan'ichi Kurita ha assunto il ruolo di Lupin III.

## Personaggi di anime doppiati
- Arsenio Lupin III in Lupin III (serie TV, film, OAV, film per la televisione) - 1971-1994
- Omawari-san in Panda kopanda (film) fino al 1995
- Dr. Mashirito in Dr. Slump e Arale (serie TV)
- Andro Umeda in Tekkaman (serie TV)
- Uranari in Botchan
- Bingo in Le fiabe di Andersen
- Usatan in Hoshi no Ko Chobin
- Jim in Le avventure di Huckleberry Finn (serie TV)
- Cobra in The Space Adventure (videogioco)